# Elisabetta Biavaschi
Elisabetta Biavaschi (* 26. Juni 1973 in Chiavenna) ist eine ehemalige italienische Skirennläuferin. Sie gehörte zehn Jahre lang zu den stärksten Slalomfahrerinnen ihres Landes. 2000 und 2001 wurde sie italienische Meisterin im Slalom. Dennoch standen ihre Leistungen häufig im Schatten der Erfolge ihrer Teamkolleginnen Deborah Compagnoni und Lara Magoni.

## Biografie
Biavaschi wurde als Tochter eines Fabrikbesitzers geboren. Mit dem Skisport begann sie im Alter von vier Jahren, als sie ihrer Mutter und ihren beiden Schwestern nacheifern wollte. 1991 schaffte sie den Sprung in die italienische Skinationalmannschaft. Zur Saison 1994/95 rückte sie vom C-Kader in den A-Kader auf. Obwohl sie nach einer Operation an der Leiste, der sie sich 1993 unterziehen musste, unter chronischen Rückenschmerzen litt, entwickelte sie sich zu einer der beständigsten Fahrerinnen in der erweiterten Weltspitze. Ihrer Gesundheit wegen ging sie aber nur bei Slaloms an den Start. Insgesamt konnte sie sich im Lauf ihrer Karriere acht Mal unter den besten Zehn platzieren, weitere 17 Mal landete sie unter den besten Zwanzig. Ihr bestes Resultat erreichte sie mit Rang 3 im März 2000 in Bormio.
Zwischen 1996 und 2001 nahm Biavaschi drei Mal an Skiweltmeisterschaften teil. 1996 war sie als Zwölfte im Slalom beste Italienerin, im Jahr darauf wurde sie bei den Weltmeisterschaften in Sestriere Neunte. Bei ihrer einzigen Olympiateilnahme 1998 in Nagano schied sie bereits im ersten Durchgang aus.
Kurz vor Beginn der Olympischen Winterspiele 2002 stürzte sie während des Weltcup-Riesenslaloms von Åre schwer und brach sich am rechten Bein den Oberschenkel. Erst im Januar 2003 kehrte sie in den Weltcup zurück, konnte aber nie mehr auch nur annähernd an ihrer früheren Leistungen anknüpfen. Nach Ende der Saison 2003/04, in der sie im Weltcup ohne Ergebnis blieb, beendete Biavaschi ihre sportliche Laufbahn.

## Erfolge

### Weltmeisterschaften
- Sierra Nevada 1996: 12. Slalom
- Sestriere 1997: 9. Slalom

### Weltcup
- 1 Podestplatz
- 7 weitere Platzierungen unter den besten zehn

### Europacup
- Saison 1994/95: 6. Slalomwertung
- 3 Podestplätze, davon 1 Sieg (ab 1994/95)

### Weitere Erfolge
- 2 italienische Meistertitel (Slalom 2000 und 2001)